# Fabio Magrini
Fabio Magrini (Bussolengo, 23 dicembre 1965) è un ex sollevatore italiano.

## Biografia
Nato nel 1965 a Bussolengo, in provincia di Verona, gareggiava nella classe di peso dei pesi massimi (110 kg).
A 22 anni ha partecipato ai Giochi olimpici di Seul 1988, nei 110 kg, chiudendo 9º con 370 kg totali alzati, dei quali 160 nello strappo e 210 nello slancio.
11 anni dopo ha preso parte ai Mondiali di Atene 1999, nei 105 kg, arrivando 20º con 382.5 kg alzati, 170 nello strappo e 212,5 nello slancio.